# Wilhelm Ritter von Flattich
Wilhelm Ritter von Flattich (Stoccarda, 2 ottobre 1826 – Vienna, 24 febbraio 1900) è stato un architetto austriaco.
Von Flattich è noto principalmente per il lavoro svolto per la compagnia Südbahn, progettando molteplici stazioni ferroviarie. Tra le maggiormente note si citano le stazioni di:
- Wien Südbahnhof (stazione di Vienna sud);
- stazione di Trieste Centrale;
- stazione di Dobbiaco e annesso Südbahnhotel.

Sempre in ambito ferroviario realizzò il progetto della prima stazione bolzanina.